# Acholi

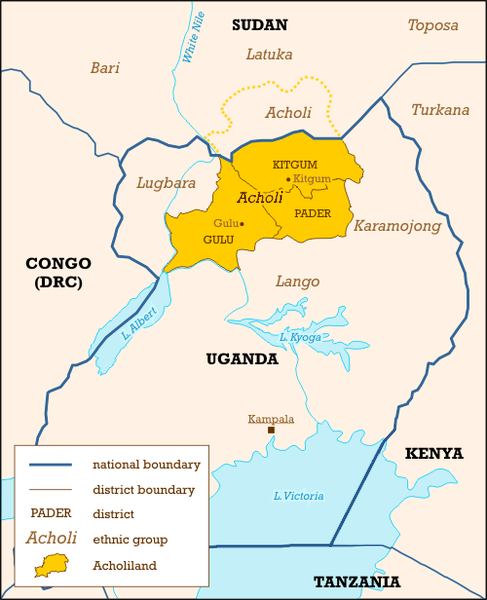
La terra degli Acholi, Uganda

Gli Acholi sono un popolo appartenente al ceppo etnico dei Nilotici e sono originari dell'area chiamata Bahr el Ghazal, nel Sudan del Sud. Sono presenti principalmente nella zona di confine tra Uganda e Sudan del Sud e parlano una lingua del gruppo luo, anche se con leggere differenze tra le varie aree.

## Sistema familiare
Il sistema familiare è tipico dei clan con una concezione della famiglia molto allargata.
 
A capo vi è sempre il Rwot (ossia capo), sposato con una moglie o più mogli. 

La religione cristiana ha influenzato questo costume spingendoli ad avere una sola moglie, anche se continua ad essere presente la poligamia. Vi è anche una poligamia acquisita dovuta all'usanza di accogliere nella famiglia immediata la moglie e i figli dei fratelli deceduti.

La famiglia allargata comprende anche figli dei fratelli ancora in vita, perché per tradizione chi si prende cura dei bambini è considerato padre dei bambini.

## L'abitazione

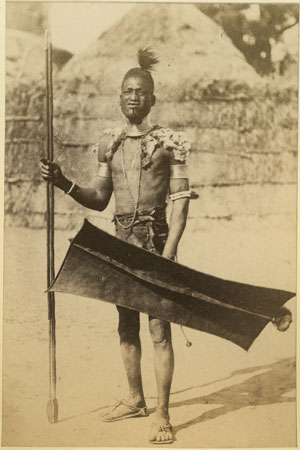
Guerriero acholi, 1880

La casa tradizionale degli Acholi è una capanna circolare con muratura composta da fango e bambù. Il tetto è in paglia, a volte sostenuto da un palo al centro della capanna.
L'arredamento è molto spartano e generalmente non c'è il letto, che viene sostituito da una stuoia, l'immancabile brocca dell'acqua (chiamata Agulu Pii), arco e frecce, una o più lance e altri oggetti di uso quotidiano.
All'esterno della capanna vi si trovano generalmente un posto per il fuoco e gli animali (capre, pecore e mucche).